# 亞歷山大·帕奇
亞歷山大·帕奇（Alexander "Sandy" Patch），美國陸軍軍官，參加兩次世界大戰。第二次世界大戰時，他在太平洋戰場的瓜達康納爾島戰役指揮美國陸軍與海軍陸戰隊，在歐洲戰場的西方戰線指揮美國第7軍團，於1945年4月攻下紐倫堡，5月攻佔慕尼黑，他也因此登上美國Time雜誌封面；8月晉升中將，11月肺炎病逝；1954年7月19日追晉上將。

## 生平

### 太平洋戰區
帕奇在1942年晉升為少將，調往太平洋戰區的新赫里多尼亞防禦；并指揮編集鬆散的師，組建成為美洲師，就是現在所叫的第23步兵師。該師在1942年10月，參加瓜達爾卡納爾島戰役，并幫助當時受到瘧疾肆虐的第1陸軍師。1942年12月，帕奇他負責整個指揮美國第14軍進攻瓜達爾卡納爾島。1943年攻佔瓜達爾卡納爾島。

### 歐洲戰場
帕奇在瓜達爾卡納爾島戰役的表現，被馬歇爾將軍看重，調往歐洲戰場。帕奇到那裡接替克拉克的第7集團軍，1944年8月15日，第7集團軍在帕奇的指揮下進行龍騎兵行動，在法國南部登陸，迅速進攻的羅納河谷，18日晉升為中將。9月在法國第戎遇到指揮第3集團軍的巴頓，會合解放北阿爾薩斯。上尉Alexander M. Patch III是第79步兵師連長，也是帕奇的兒子，但在10月22日陣亡，對帕奇來說是一個打擊。
1945年盟軍最高統帥艾森豪威爾打算提供B-25米切爾型轟炸機帕奇使用，但帕奇拒絕，因為他希望和下屬保持聯繫，并選取小型轟炸機，因為小型的速度夠快和操作性大，其後對德國進行最後的戰役。帕奇保留第7军指挥權直到歐洲战争结束，进入其後德国和莱茵河，带领第七军队的攻击德军齐格菲防线，然后移动到德国南部。

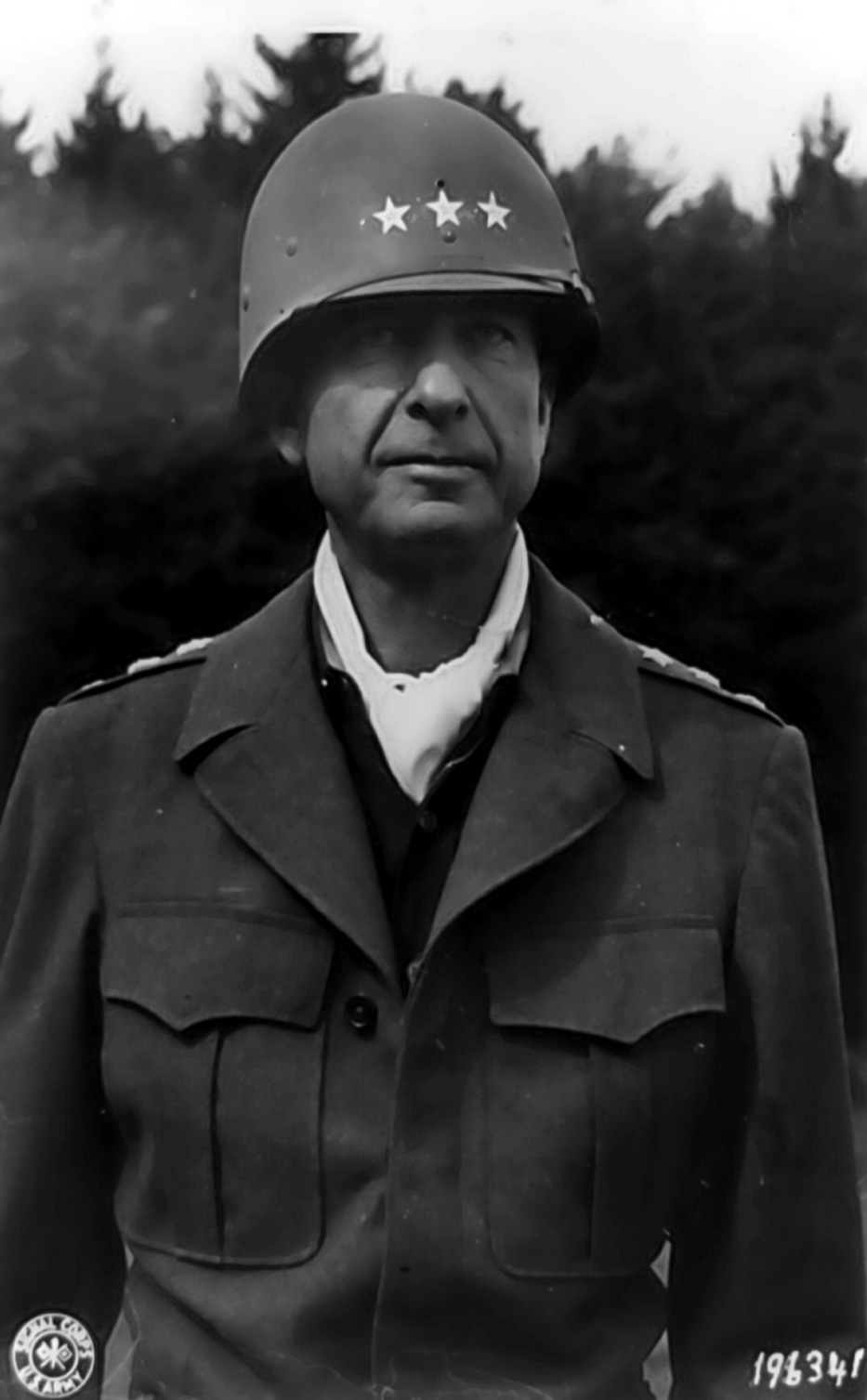
patch中將

11月肺炎病逝；1954年7月19日追晉上將。